# Euglenozoa
Il phylum degli euglenozoi comprende due gruppi importanti di organismi unicellulari eterotrofi flagellati: gli euglenoidi e i cinetoplastidi. Si tratta di piccoli organismi di circa 15-40 µm, sebbene alcune euglene possano raggiungere in lunghezza 500 µm.
Il gruppo è caratterizzato dall'ultrastruttura del flagello; basandosi su questo, sono stati inseriti nel clade due gruppi più piccoli: i diplonemidi e i postgaardi.

## Euglenoidi
Attualmente vengono definiti protisti, ma in passato venivano considerati "animali" (nel gruppo polifiletico dei protozoi, nonostante alcuni membri di questo gruppo siano muniti di cloroplasti e abbiano la capacità di fotosintetizzare). Per tale ragione questi venivano anche chiamati, un po' scorrettamente, "euglenofite" (Euglenophytae).

### Caratteristiche morfologiche
Struttura peculiare degli euglenoidi, o euglene, è una tasca posta in posizione anteriore. Da tale tasca fuoriesce di norma un solo, lungo, flagello dotato di funzioni locomotorie. Alcuni organismi possiedono due flagelli, ma il secondo si rivela essere molto più corto e difficilmente individuabile rispetto al primo.
All'interno della tasca è presente una macula fotorecettrice che permette all'animale di individuare i fasci luminosi e di conseguenza spostarsi verso di essi, per poter compiere la fotosintesi. Appena al di sopra di tale macula è presente una struttura ricca di pigmenti che probabilmente è collegata funzionalmente con il fotorecettore; tale struttura prende il nome di stigma.
Le euglene possono vivere sia come organismi autotrofi, se è disponibile luce per la fotosintesi, sia come eterotrofi, se è coltivata al buio in presenza di sorgenti di carbonio organico, quindi sono degli organismi autotrofi facoltativi.
Importanti strutture delle euglene coltivate al buio sono i proplastidi, i quali si differenziano in cloroplasti quando l'organismo è esposto alla luce. 
I cloroplasti regrediscono allo stato di proplastidi nel caso in cui l'organismo venga di nuovo coltivato al buio fornendo carbonio organico. Grazie al processo di fotosintesi questi organismi accumulano nel citoplasma granuli di Paramylon, polimeri di glucosio caratteristici delle euglene.
Essendo organismi in grado di "scegliere" il modo più appropriato di alimentarsi (tramite fotosintesi, ingestione di nutrienti o entrambe), le euglene sono anche fornite di un vacuolo contrattile, posto all'interno della tasca anteriore e contenente enzimi, atti a digerire le sostanze fagocitate. Il vacuolo contrattile assolve anche un ruolo importante per la regolazione osmotica.
Il nucleo, singolo, è situato solitamente nella metà inferiore del corpo dell'animale.

### Modalità di vita
Le euglene sono organismi adattati alla vita in ambiente liquido (altrimenti non sarebbe stato necessario il flagello), generalmente acque dolci.
A seconda della presenza o assenza di luce, sono in grado di modificare la loro organizzazione interna, per poter trarre vantaggio da ogni ambiente. Così, in ambiente ricco di luce, troveremo organismi dotati di cloroplasti ben sviluppati, mentre il vacuolo contrattile sarà di dimensioni inferiori in quanto non utilizzato. Questi organismi sono quasi esclusivamente autotrofi.
Benché l'euglena contenga le due forme di clorofilla (a e b) tipiche delle alghe verdi e delle piante terrestri, il suo apparato fotosintetico presenta peculiarità di rilievo. Ad esempio, essi non sono competenti per la sintesi di amido, polimero del glucosio tipico di alche verdi e piante superiori, ma sintetizzano paramylon.
In caso di mancanza o insufficienza di luce, l'animale inizierà a sviluppare "attitudini predatorie", sacrificando i cloroplasti che vengono sdifferenziati a proplastidi, a favore di mitocondri e vacuolo contrattile. La preda viene inglobata per fagocitosi. I cataboliti saranno poi espulsi per diffusione nell'ambiente esterno o esocitosi.

## Cinetoplastidi
Sono organismi esclusivamente eterotrofi. Spesso simbionti e a volte anche patogeni.

### Caratteristiche morfologiche
Caratteristica fondamentale di questi protisti è la presenza di un cinetoplasto, una struttura contenente DNA extracellulare a funzione ignota, associata al mitocondrio.

### Modalità di vita
Le specie più studiate sono parassiti del sangue dei vertebrati e nel loro ciclo vitale hanno bisogno di ospiti vettori. A seconda del luogo di riproduzione e delle modalità di trasmissione:
- stercorari ovvero gli organismi che si riproducono nell'intestino posteriore dell'animale vettore (un insetto) e che vengono trasmessi tramite le feci dell'animale stesso;
- salivari ovvero gli organismi che si riproducono nell'intestino medio dell'insetto e vengono trasmessi con la sua saliva, tramite puntura (ad esempio le leishmanie).

## Albero filogenetico
| Euglenozoa | \| \| Euglenida \| \| \| \| \| \| Kinetoplastea \| \| \| \| \| \| Diplonemea \| \| \| \| \| \| Postgaardea \| \| \| \| |
|            | \| \| Euglenida \| \| \| \| \| \| Kinetoplastea \| \| \| \| \| \| Diplonemea \| \| \| \| \| \| Postgaardea \| \| \| \| |
|            | Euglenida |
|            | |
|            | Kinetoplastea |
|            | |
|            | Diplonemea |
|            | |
|            | Postgaardea |
|            | |